# Paula Kania
Pour les articles homonymes, voir Kania.
Paula Maria Kania Choduń, née le 6 novembre 1992 à Sosnowiec, est une joueuse de tennis polonaise, professionnelle depuis 2008.
Elle a remporté un titre en double sur le circuit WTA à ce jour.

## Palmarès

### Titre en double dames
| No | Date       | Nom et lieu du tournoi | Catégorie | Dotation  | Surface    | Partenaire     | Finalistes                    | Score         |          |
| -- | ---------- | ---------------------- | --------- | --------- | ---------- | -------------- | ----------------------------- | ------------- | -------- |
| 1  | 10-09-2012 | Tashkent Open Tachkent | Intern'l  | 220 000 $ | Dur (ext.) | Polina Pekhova | Anna Chakvetadze Vesna Dolonc | 6-2, 0-0, ab. | Parcours |

### Finales en double dames
| No | Date       | Nom et lieu du tournoi                | Catégorie | Dotation  | Surface         | Vainqueures                           | Partenaire          | Score             |          |
| -- | ---------- | ------------------------------------- | --------- | --------- | --------------- | ------------------------------------- | ------------------- | ----------------- | -------- |
| 1  | 14-07-2014 | TEB BNP Paribas Istanbul Cup Istanbul | Intern'l  | 250 000 $ | Dur (ext.)      | Misaki Doi Elina Svitolina            | Oksana Kalashnikova | 6-4, 6-0          | Parcours |
| 2  | 28-07-2014 | Bank of the West Classic Stanford     | Premier   | 710 000 $ | Dur (ext.)      | Garbiñe Muguruza Carla Suárez Navarro | Kateřina Siniaková  | 6-2, 4-6, [10-5]  | Parcours |
| 3  | 27-07-2015 | Brasil Tennis Cup Florianópolis       | Intern'l  | 250 000 $ | Terre (ext.)    | Annika Beck Laura Siegemund           | María Irigoyen      | 6-3, 7-61         | Parcours |
| 4  | 14-09-2015 | Coupe Banque Nationale Québec         | Intern'l  | 250 000 $ | Moquette (int.) | Barbora Krejčíková An-Sophie Mestach  | María Irigoyen      | 4-6, 6-3, [12-10] | Parcours |
| 5  | 25-04-2016 | J&T Banka Prague Open Prague          | Intern'l  | 500 000 $ | Terre (ext.)    | Margarita Gasparyan Andrea Hlaváčková | María Irigoyen      | 6-4, 6-2          | Parcours |

## Parcours en Grand Chelem

### En simple dames
| 2013 | —                                                    | —                                                | Q3 \|\| style="text-align:left" \| Mariana Duque | Q1 \|\| style="text-align:left" \| Barbora Strýcová | Q2 \|\| style="text-align:left" \| Patricia Mayr    |            |
| 2014 | Q2 \|\| style="text-align:left" \| Claire Feuerstein | Q2 \|\| style="text-align:left" \| Johanna Konta | 1er tour (1/64)                                  | Li Na                                               | 1er tour (1/64)                                     | Wang Qiang |
| 2015 | Q1 \|\| style="text-align:left" \| Anett Kontaveit   | 2e tour (1/32)                                   | Annika Beck                                      | Q1 \|\| style="text-align:left" \| Alexandra Panova | Q2 \|\| style="text-align:left" \| Alexandra Panova |            |
| 2016 | Q2 \|\| style="text-align:left" \| Julia Boserup     | Q1 \|\| style="text-align:left" \| Andreea Mitu  | 1er tour (1/64)                                  | Samantha Crawford                                   | Q2 \|\| style="text-align:left" \| Jana Čepelová    |            |

À droite du résultat, l’ultime adversaire.

### En double dames
| Année | Open d'Australie        | Open d'Australie     | Internationaux de France   | Internationaux de France | Wimbledon                     | Wimbledon                   | US Open                    | US Open                 |
| ----- | ----------------------- | -------------------- | -------------------------- | ------------------------ | ----------------------------- | --------------------------- | -------------------------- | ----------------------- |
| 2014  | -                       | -                    | -                          | -                        | -                             | -                           | 2e tour (1/16) J. Husárová | L. Hradecká M. Krajicek |
| 2015  | -                       | -                    | 3e tour (1/8) J. Husárová  | Hsieh S.-w. F. Pennetta  | 1er tour (1/32) J. Husárová   | D. Hantuchová S. Stosur     | -                          | -                       |
| 2016  | 1er tour (1/32) K. Jans | S. Lisicki B. Mattek | 2e tour (1/16) M. Irigoyen | K. Bertens J. Larsson    | 1er tour (1/32) M. Irigoyen   | Y. Putintseva M. Rybáriková | 2e tour (1/16) M. Irigoyen | M. Hingis C. Vandeweghe |
| 2017  | -                       | -                    | -                          | -                        | 1er tour (1/32) N. Stojanović | L. Arruabarrena A. Parra    |                            |                         |

Sous le résultat, la partenaire ; à droite, l’ultime équipe adverse.

## Parcours aux Jeux olympiques

### En double dames
| # | Date       | Nom de l'olympiade                  | Surface    | Résultat        | Partenaire           | Ultimes adversaires                 | Score         |          |
| - | ---------- | ----------------------------------- | ---------- | --------------- | -------------------- | ----------------------------------- | ------------- | -------- |
| 1 | 06/08/2016 | Olympic Tennis Event Rio de Janeiro | Dur (ext.) | 1er tour (1/16) | Klaudia Jans-Ignacik | Eugenie Bouchard Gabriela Dabrowski | 6-4, 5-7, 6-3 | Parcours |

## Parcours en Fed Cup
| #                                                                  | Date       | Lieu        | Surface    | Gagnante(s)                     | Perdante(s)                      | Score         |          |
|                                                                    |            |             |            |                                 |                                  |               |          |
| 2016 - 1er tour (groupe mondial II) - États-Unis - Pologne - 4 : 0 |            |             |            |                                 |                                  |               |          |
| 1                                                                  | 06/02/2016 | Kailua-Kona | Dur (ext.) | Venus Williams                  | Paula Kania                      | 7-5, 6-2      | Parcours |
| 1                                                                  | 06/02/2016 | Kailua-Kona | Dur (ext.) | Sloane Stephens                 | Paula Kania                      | Non joué      | Parcours |
| 1                                                                  | 06/02/2016 | Kailua-Kona | Dur (ext.) | Bethanie Mattek Coco Vandeweghe | Klaudia Jans-Ignacik Paula Kania | 6-1, 7-5      | Parcours |
|                                                                    |            |             |            |                                 |                                  |               |          |
| 2016 - Barrage (groupe mondial II) - Pologne - Taïwan - 1 : 4      |            |             |            |                                 |                                  |               |          |
| 2                                                                  | 16/04/2016 | Inowrocław  | Dur (int.) | Hsu Ching-Wen                   | Paula Kania                      | 6-3, 6-4      | Parcours |
| 2                                                                  | 16/04/2016 | Inowrocław  | Dur (int.) | Lee Ya-hsuan                    | Paula Kania                      | 2-6, 6-3, 9-7 | Parcours |

## Classements WTA en fin de saison
| Année          | 2008 | 2009 | 2010 | 2011 | 2012 | 2013 | 2014 | 2015 | 2016 | 2017 | 2018 | 2019 | 2020 | 2021 | 2022 |
| Rang en simple | 939  | 642  | 430  | 493  | 207  | 171  | 163  | 149  | 248  | 506  | –    | 749  | 684  | 798  | –    |
| Rang en double | 749  | 637  | 452  | 389  | 121  | 149  | 68   | 73   | 69   | 136  | 450  | 181  | 126  | 127  | 121  |

Source : (en) Classements de Paula Kania sur le site officiel de la Fédération internationale de tennis